# Penelopa zielonawa
Penelopa zielonawa (Penelope jacquacu) – gatunek dużego ptaka z rodziny czubaczy (Cracidae), zamieszkujący Amerykę Południową. Nie jest zagrożony wyginięciem.

## Systematyka
Takson ten bywał łączony w jeden gatunek z penelopą ciemnonogą (P. obscura), a wcześniej także z penelopą rdzawobrzuchą (P. purpurascens), ale różni się od nich budową tchawicy. Podgatunek granti bywał czasem wydzielany jako odrębny gatunek (z orienticola jako podgatunkiem).
Obecnie wyróżnia się cztery podgatunki P. jacquacu:
- penelopa czarna[4] (P. jacquacu granti) – wschodnia Wenezuela, Gujana.
- P. jacquacu orienticola – południowo-wschodnia Wenezuela, północno-zachodnia Brazylia.
- penelopa zielonawa (P. jacquacu jacquacu) – wschodnia Kolumbia do północnej Boliwii.
- P. jacquacu speciosa – środkowa i wschodnia Boliwia.

## Morfologia i ekologia
Długość ciała do 89 cm. Upierzenie ciemne, z zielonym połyskiem na skrzydłach i ogonie. Szyja i plecy z białymi plamkami, brzuch ciepło brązowy. Na gardle widoczny duży płat nagiej skóry.
Spotykana zwykle w parach. Płochliwy ptak koron drzew, rzadko widywany niżej. Odzywa się donośnym trąbiącym głosem, gdy jest zaniepokojony. Podobnie do innych czubaczy, podczas toków trzepocze skrzydłami.

## Zasięg, środowisko
Ameryka Południowa, dorzecze Amazonki i Orinoko. Lasy nizinne oraz galeriowe.

## Status
Międzynarodowa Unia Ochrony Przyrody (IUCN) uznaje penelopę zielonawą za gatunek najmniejszej troski (LC – Least Concern) nieprzerwanie od 1988 roku. Trend liczebności populacji uznaje się za spadkowy.